# Флаг Стрелицкого городского поселения
Флаг муниципального образования Стре́лицкое городское поселение Семилукского муниципального района Воронежской области Российской Федерации — опознавательно-правовой знак, служащий официальным символом муниципального образования.
Флаг утверждён 27 июня 2012 года решением Совета народных депутатов Стрелицкого городского поселения № 154 и 2 июля 2012 года внесён в Государственный геральдический регистр Российской Федерации с присвоением регистрационного номера 7785.

## Описание
«Прямоугольное двухстороннее полотнище голубого цвета с отношением ширины к длине 2:3, с вписанным в углы полотнища косым крестом жёлтого цвета (с шириной плеч — 1/4 ширины полотнища). В центре полотнища поверх креста — две скрещённые белые опрокинутые кирки на древках малинового цвета, и поверх всего стрела малинового цвета с белым наконечником вниз и белым оперением».

## Обоснование символики
Флаг Стрелицкого городского поселения отражает исторические, культурные, социально-экономические, национальные и иные местные традиции.
Стрела — полугласный символ названия поселения. По версии профессора В. П. Загоровского, происхождение названия посёлка связано со словом «стрелка», поскольку на месте, где располагается сейчас посёлок, был лог, внешние очертания которого по форме напоминали стрелу. Стрела — символ устремлённости в достижении цели. Стрела, опущенная наконечником вниз, символ проникновения в глубь земли.
Две скрещённые кирки — символизируют основной промышленный потенциал поселения — добычу огнеупорных глин и других полезных ископаемых (камень-песчаник, пески, красная глина и др.).
Сочетание золотого креста на лазурном полотнище — аллегория богатых недр (золото) и четырёх прудов, образовавшихся на месте выработанных карьеров.
Голубой цвет (лазурь) — символ возвышенных устремлений, искренности, преданности, возрождения.
Жёлтый цвет (золото) — символ высшей ценности, величия, богатства, урожая.
Малиновый цвет (пурпур) — символ власти, славы, почёта, благородства происхождения, древности.
Белый цвет (серебро) — символ чистоты, открытости, божественной мудрости, примирения.